# Alexei Petrowitsch Bestuschew-Rjumin

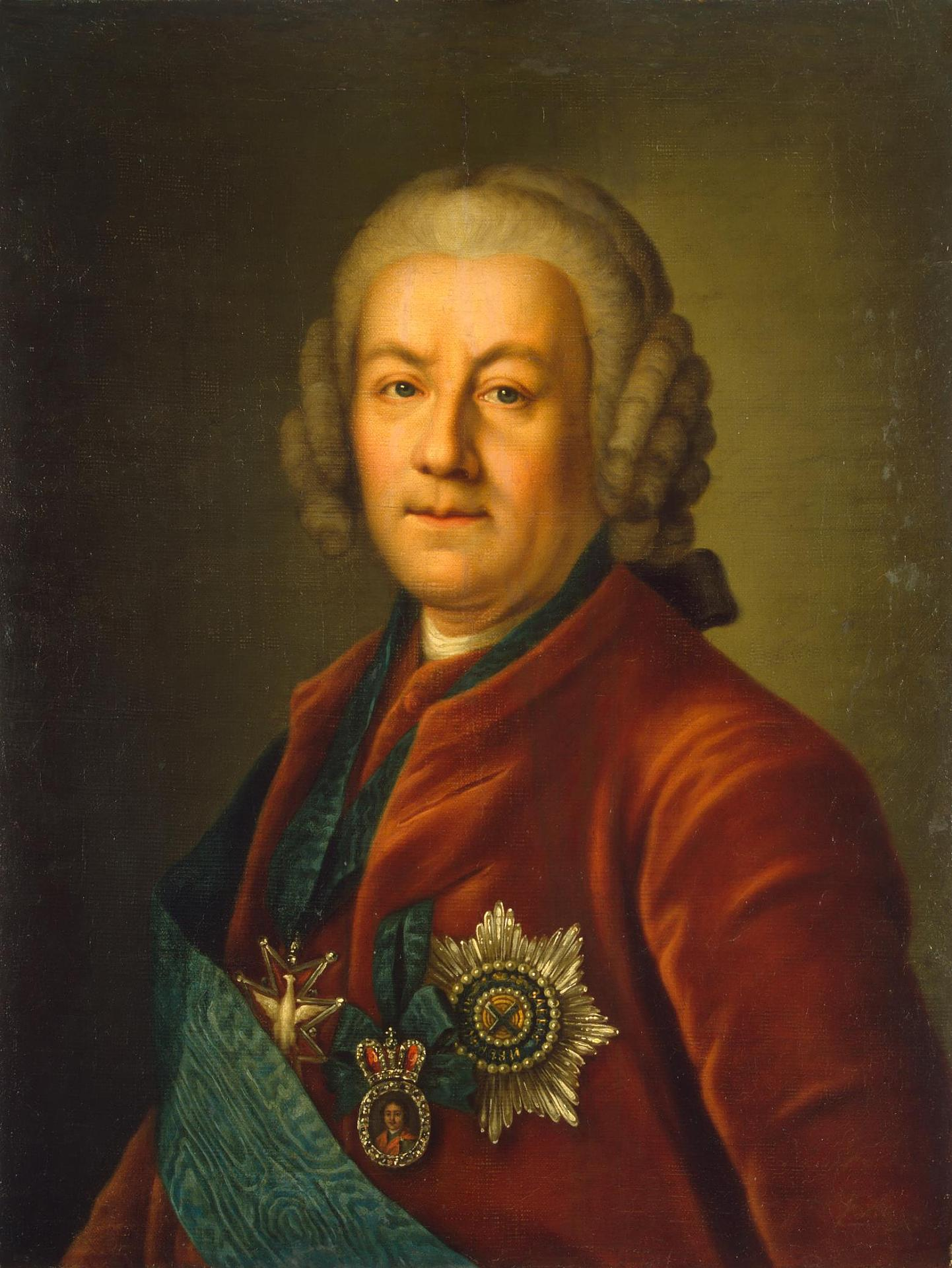
Alexei Petrowitsch Graf Bestuschew-Rjumin, anonymes Gemälde (Eremitage (Sankt Petersburg))

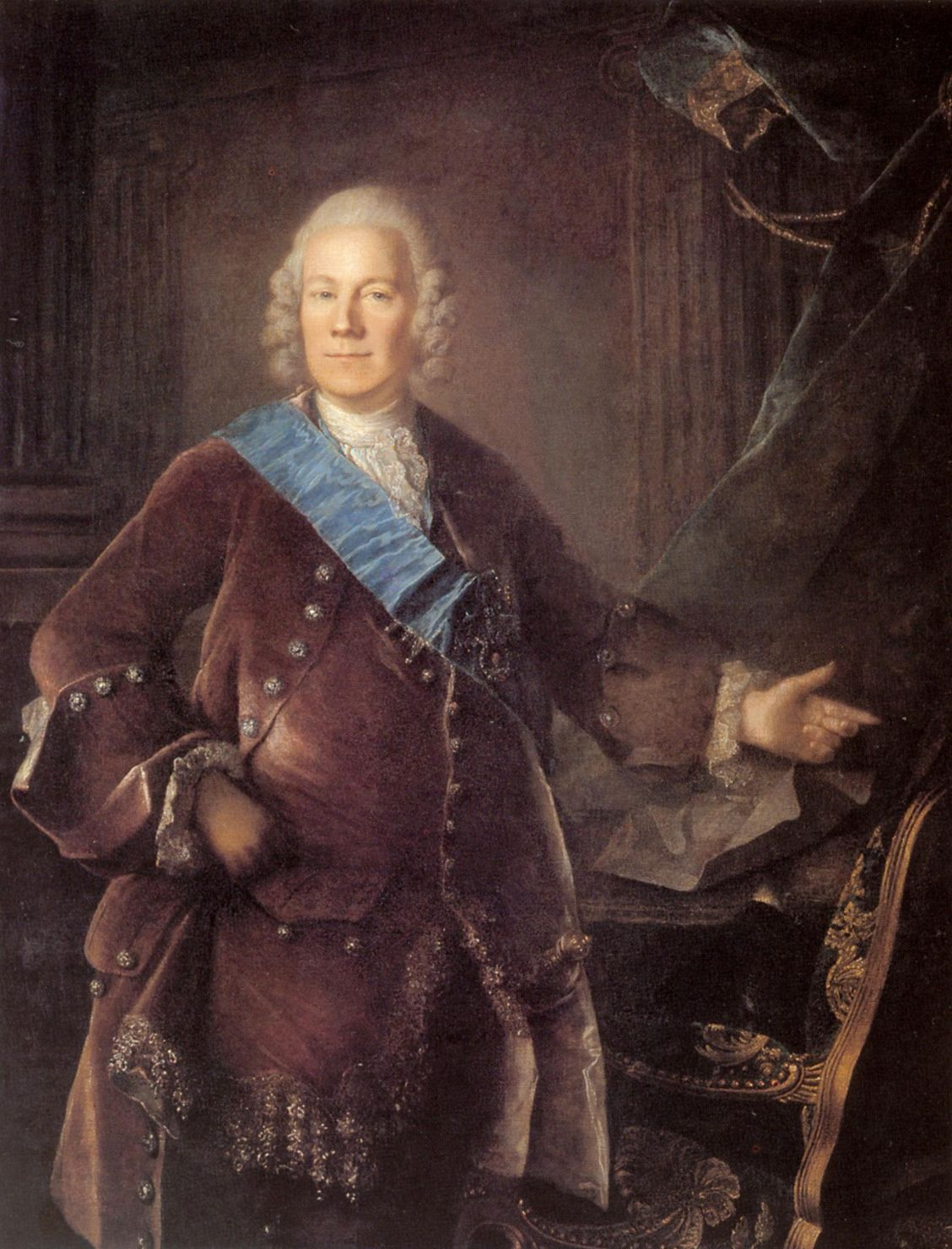
Alexei Petrowitsch Graf Bestuschew-Rjumin, Gemälde von Louis Tocqué

Alexei Petrowitsch Graf Bestuschew-Rjumin (russisch: Алексе́й Петро́вич Бесту́жев-Рю́мин, * 2. Juni 1693 in Moskau; † 21. April 1766 in Sankt Petersburg) war ein Feldmarschall der russischen Armee und russischer Reichskanzler unter Zarin Elisabeth. Er beeinflusste 20 Jahre lang maßgeblich die Außenpolitik Russlands und dessen Verhältnis zu seinen Bündnispartnern und Gegnern, insbesondere Preußen und Frankreich.

## Ausbildung und erste diplomatische Erfolge
Bestuschew-Rjumin wurde am 2. Juni 1693 in Moskau als Sohn des späteren russischen Botschafters im Herzogtum Kurland und Semgallen, Pjotr Bestuschew, in eine adelige Novograder Familie geboren. Der sprachbegabte und an Forschung interessierte Bestuschew-Rjumin wurde gemeinsam mit seinem Bruder Mikhail in Kopenhagen und Berlin erzogen und ausgebildet. Im Jahre 1712 stellte ihn Peter der Große während des Utrechter Kongresses in die Dienste seines Schwagers Boris Kurakin. Er sollte dort und auch im Jahre 1713 in Diensten des Kurfürsten von Hannover die Kunst der Diplomatie erlernen. Der Kurfürst und spätere König von Großbritannien Georg I. nahm Bestuschew-Rjumin im Jahre 1714 mit nach London und ernannte ihn zu seinem Gesandten und schickte ihn zur Akkreditierung kurzfristig zurück nach Sankt Petersburg. Bestuschew-Rjumin blieb vier Jahre lang im Dienst des Königs, dieser Zeitraum legte den Grundstein für seine erfolgreiche Karriere als Diplomat.

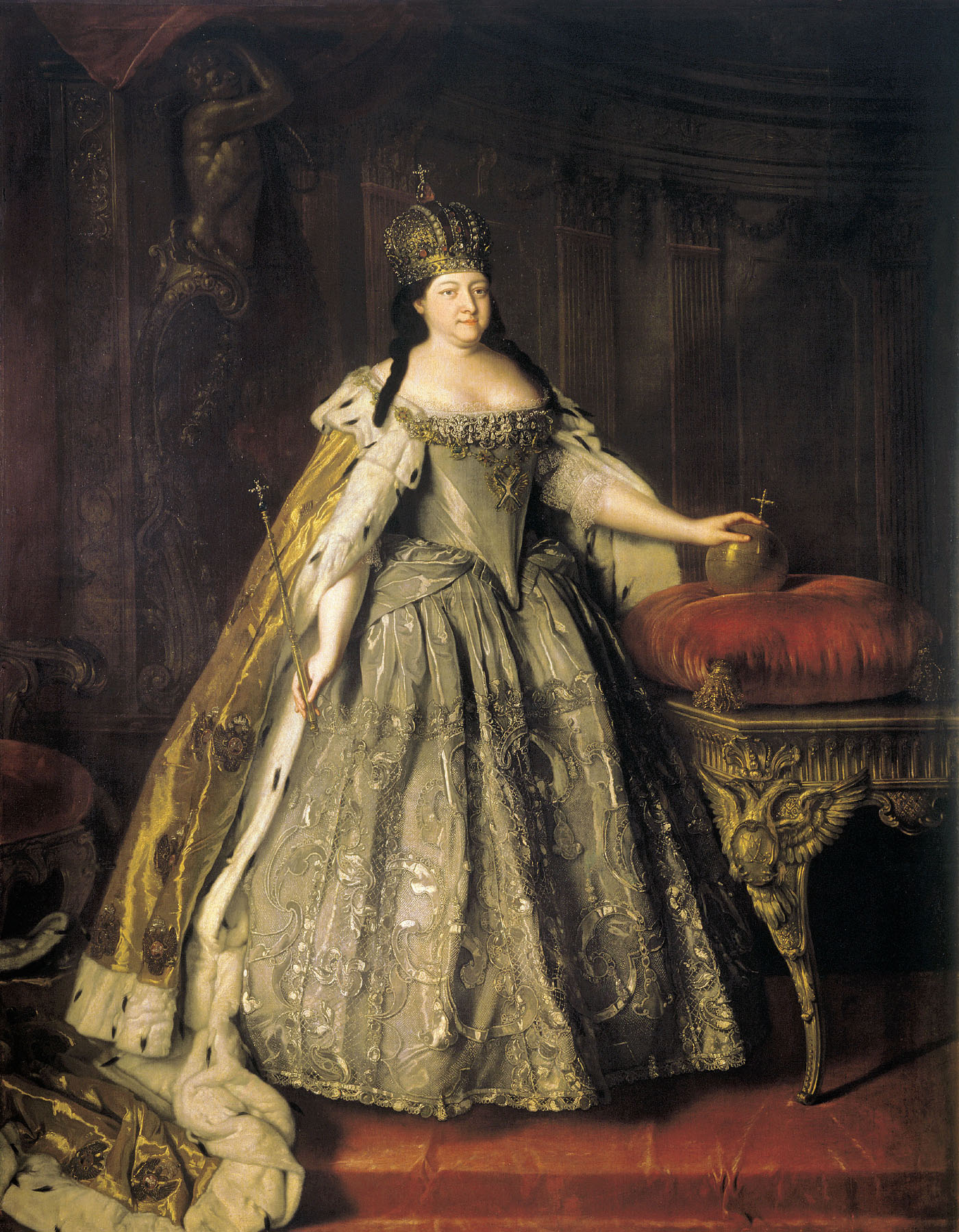
Anna von Russland, 1730

Nach seiner Rückkehr nach Russland im Jahre 1718 wurde er in unbezahlter Stellung oberster Kammerherr der späteren Zarin Anna. Im Anschluss wurde er 1721 zum russischen Gesandten in Kopenhagen ernannt, er sollte dort George I. von Großbritannien daran hindern, die Staaten im Norden Europas gegen Peter den Großen von Russland in einen Krieg gegen Russland zu vereinen. Während des Friedens von Nystad, der den 21 Jahre andauernden Konflikt zwischen Schweden und Russland beendete, wurde der Zar auf ein Medaillon aufmerksam, das Bestuschew-Rjumin geprägt und entworfen hatte. Dies gefiel ihm so sehr, dass er Bestuschew-Rjumin ein handschriftliches Dankesschreiben und ein in Brillanten gefasstes Porträt seiner selbst zukommen ließ. Ebenfalls zu dieser Zeit entdeckte der vielseitig interessierte Bestuschew-Rjumin ein Eisenpräparat, tinctura toniconervina Bestuscheffi, das als Elixir d'Or am französischen Hof bekannt wurde.

## Rückkehr nach Russland
Der Tod des Zaren Peter am 8. Februar 1725 gefährdete die blendenden Zukunftsaussichten Bestuschew-Rjumins und er blieb für weitere 10 Jahre in Kopenhagen, obwohl er gerne nach Russland zurückgekehrt wäre. Dies wurde bis 1739 von seinen Rivalen und Feinden am russischen Hof verhindert. Erst die Zarin Anna ernannte ihn zum Geheimrat und er bekam die Gelegenheit auf Fürsprache Ernst von Biron. Nach dem Fall Artemi Petrowitsch Wolynskis konnte er diesem auf seinen Posten als Kabinettsminister folgen. Er unterstützte Biron bei dem Versuch, die Herrschaft Annas aufrechtzuerhalten, aber als dies scheiterte, war seine Position wieder stark gefährdet. Nach dem Sturz Birons wurde er als dessen Anhänger 1740 verhaftet.

## Vizereichskanzler Russlands
Bestuschew-Rjumin erhielt von der Kaiserin Elisabeth sofort nach ihrer Amtseinsetzung am 6. Dezember 1741 eine weitere Chance sich als Diplomat zu beweisen, sie setzte ihn auf freien Fuß, holte ihn zurück an den Hof, erhob ihn in den Grafenstand und ernannte ihn zum Reichsvizekanzler. Während seiner gesamten Amtszeit als Vize- und später Großkanzler bestimmte eine tiefe Abneigung gegen Frankreich das außenpolitische Handeln Bestuschew-Rjumins. Im Sinne einer anti-habsburgischen Strategie unterhielten die Bourbonen seit langem enge Bande zu Schweden, Polen und dem Osmanischen Reich. Diese Mächte waren jedoch ihrerseits traditionelle Feinde Russlands. In der logischen Konsequenz vermied Russland ein Zusammengehen mit Frankreich und favorisierte stattdessen ein Bündnis mit dessen natürlichen Gegnern, Großbritannien und Österreich. Getreu der Formel: Der Feind meines Feindes ist mein Freund. Damit geriet aber das Preußen Friedrichs II. zum Gegner, da es seit dem Österreichischen Erbfolgekrieg mit den Habsburgern verfeindet war. Folglich befürwortete Bestuschew-Rjumin eine Allianz von Russland, Österreich, Großbritannien und Sachsen als Gegengewicht eines französisch-preußischen Bündnisses.

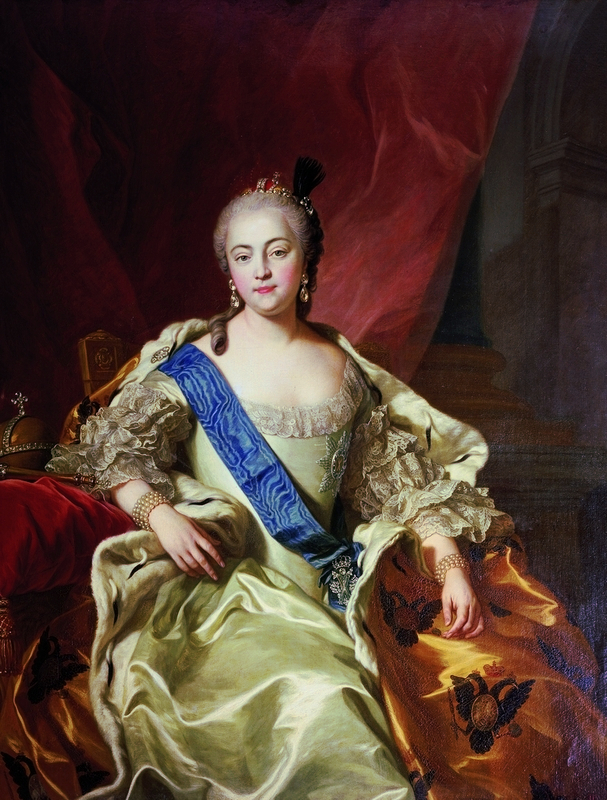
Zarin Elisabeth I. von Russland

Zarin Elisabeth hegte allerdings eine Aversion gegen Österreich und Großbritannien, weil beide Mächte gegen ihre Inthronisation opponiert hatten. Gleichzeitig stammten etliche ihrer persönlichen Freunde aus Frankreich und Preußen. Diese beteiligten sich an verschiedenen Intrigen, um Bestuschew-Rjumin zu stürzen. Trotz dieser Anfeindungen gelang es Bestuschew-Rjumin mit Hilfe seines Bruders Mikhail seine politischen Vorstellungen schrittweise durchzusetzen.
Im Jahr 1741 begann Schweden einen Krieg mit Russland, um seine Gebietsverluste aus dem Großen Nordischer Krieg wettzumachen. Darauf reagierte am 11. Dezember 1742 Bestuschew-Rjumin mit dem Abschluss eines Verteidigungsbündnisses mit Großbritannien. Den Vorschlag Frankreichs, im schwedisch-russischen Konflikt zu vermitteln, hatte er zuvor vehement abgelehnt. Am Ende des überaus aggressiv geführten Krieges war Schweden der Zarin völlig hilflos unterlegen. Bestuschew-Rjumin bestand bei den Verhandlungen zum Frieden von Åbo 1743 darauf, dass Schweden Finnland komplett an Russland abtreten sollte, um so die Expansionsbemühungen Peters des Großen zu vollenden. Die französischen Delegierten intervenierten und richteten eine Petition an Elisabeth, die auf ihre Beziehungen zum Haus Holstein abzielte. Daraufhin akzeptierten die Schweden den Vorschlag Elisabeths, Adolf Friedrich, den Administrator im Herzogtum Schleswig-Holstein-Gottorf, als zukünftigen König anzuerkennen und im Gegenzug einen schmalen Streifen Land am Kymijoki an die Russen abzutreten.
Bestuschew-Rjumin konnte auch die Unterzeichnung eines russisch-preußischen Bündnisses im März des Jahres 1743 nicht verhindern, allerdings gelang es ihm, den Vertrag politisch zu entwerten, in dem er ihn von den vorgeschlagenen Beteiligungen an Friedrichs Eroberungen in Schlesien ausnahm. Darüber hinaus fiel das Ansehen des preußischen Königs am russischen Hof, nicht zuletzt durch Bestuschew-Rjumins Bemühungen, zunehmend und er nutzte die Gelegenheit, um eine Allianz mit Österreich vorzubereiten, indem er dem Vorfrieden von Breslau zustimmte.

## Reichskanzler Russlands
Die von den Holsteinern, Franzosen und Preußen unterstützten Verschwörer um Natalja Fjodorowna Lopuchina überzeugten Elisabeth, dass der österreichische Botschafter und zeitweilig auch seine Kaiserin an einer Intrige beteiligt waren, deren Ziel die Wiedereinsetzung Iwans VI. als Zar sein sollte. In der Folge schien der Fall Bestuschew-Rjumins, unter anderem auch durch das Eingreifen des Franzosen Jacques-Joachim Trotti, Marquis de la Chétardie, unaufhaltsam. Nur durch die Unterstützung Michael Larionowitsch Woronzow, eines engen Vertrauten der Zarin, der ähnliche politische Überzeugungen wie Bestuschew-Rjumin hegte, konnte sein Sturz verhindert werden. Nachdem er eine französische Verwicklung in eine Intrige nachweisen konnte, gelang es ihm wieder, in die Gunst der Zarin zu gelangen und sie ernannte ihn am 15. Juli 1744 zum russischen Großkanzler. Noch vor Ende des Jahres wurde Elisabeth von Holstein ausgewiesen, dies und der Sturz des Grafen Jean Armand de Lestocq festigten seine Stellung.
Im Vorfeld des Siebenjährigen Krieges favorisierte er eine Reaktivierung der alten Allianz mit Österreich und Großbritannien gegen Preußen und Frankreich. 1755 stimmte er mit dem Vertrag von Sankt Petersburg einem gegen Preußen gerichteten Bündnis mit Großbritannien zu, sah sich dann aber, nach dem Abschluss der anglo-preußischen Konvention von Westminster, düpiert. Das spielte seinen pro-französischen Gegnern am Zarenhof in die Karten, zumal im Zuge des Renversement des alliances Österreich im Mai 1756 einen Allianzvertrag mit dem bisherigen Erzfeind Frankreich unterzeichnet hatte. Bestuschew-Rjumin, der bereits 1746 ein Bündnis mit Österreich eingegangen war, wollte sich mit Frankreich nicht einlassen. So kam es erst am 31. Dezember 1756 zur Sankt Petersburger Beitrittserklärung, in der das Zarenreich sich den Unterzeichnern des Ersten Versailler Vertrags anschloss. Trotz der von Frankreichs Bevollmächtigten Mackenzie-Douglas ausgereichten Bestechungsgelder, hatte Bestuschew-Rjumin die Verhandlungen wiederholt gefährdet, indem er die Bourbonen – vergeblich – aufforderte, nicht in Hannover einzufallen und die Beziehungen zum Osmanischen Reich abzubrechen.
Ende August 1757 brachte die russische Armee unter Apraxin den Preußen in der Schlacht bei Groß-Jägersdorf eine empfindliche Niederlage bei. Apraxin nutzte den Sieg jedoch nicht aus, sondern ging hinter die russischen Landesgrenzen zurück – angeblich wegen fehlenden Nachschubs. Es hieß, sein Vorgehen sei mit Bestuschew-Rjumin abgestimmt gewesen, der mit dem preußenfreundlichen Thronfolger Peter und dessen Frau Großfürstin Katharina in Verbindung stand. Als die Zarin nach längerer schwerer Krankheit wieder genas, ließ sie Bestuschew-Rjumin am 14. Februar 1758 verhaften. Er wurde – zuvorderst wegen seiner Korrespondenz mit Elisabeths Gegenspielerin Katharina – des Hoch- und Landesverrats für schuldig gesprochen, aller seiner Würden entkleidet und in das ihm gehörende Dorf Gorelowo bei Moskau verbannt.
Nach ihrer Thronbesteigung holte Katharina Bestuschew-Rjumin im Jahre 1762 wieder an den Hof und ernannte ihn zum Feldmarschall. Eine entscheidende politische Rolle nahm er jedoch nicht mehr wahr. Er starb am 21. April 1766 in Sankt Petersburg.